# Opowieści z rodzinnej biblioteki
Biblioteka rodzinna/Opowieści z rodzinnej biblioteki (ang. GoodTimes Family Classics, 1996) – amerykańsko-brytyjska seria filmów animowanych realizowanych przez GoodTimes Entertainment i Blye Migicovsky Productions. Przedstawia ona ekranizacje znanych arcydzieł literatury światowej wydanych w Polsce przez m.in. Wydawnictwo Zielona Sowa w Krakowie. 

## Ekranizacje literatury światowej
Lista filmów, które powstały na podstawie znanych powieści:
- Gwiazdkowy Aniołek
- Opowieść wielkanocna
- Moby Dick
- Arka Noego
- Hrabia Monte Christo
- Książę i żebrak
- Biały Kieł
- Wyprawa do wnętrza ziemi
- Mała Księżniczka
- Sklep z zabawkami
- Chłopiec z dżungli
- Szwajcarscy Robinsonowie

## Dystrybucja w Polsce
Serię emitowała TVP1 w wersji dubbingowej pt. Biblioteka rodzinna przygotowanej przez studio Master Film. Natomiast firma Silver Video wydała ten cykl na VHS w wersji lektorskiej zatytułowanej Opowieści z rodzinnej biblioteki wykonanej przez PAAN Film Studio w Warszawie.